# واقعية (فن)

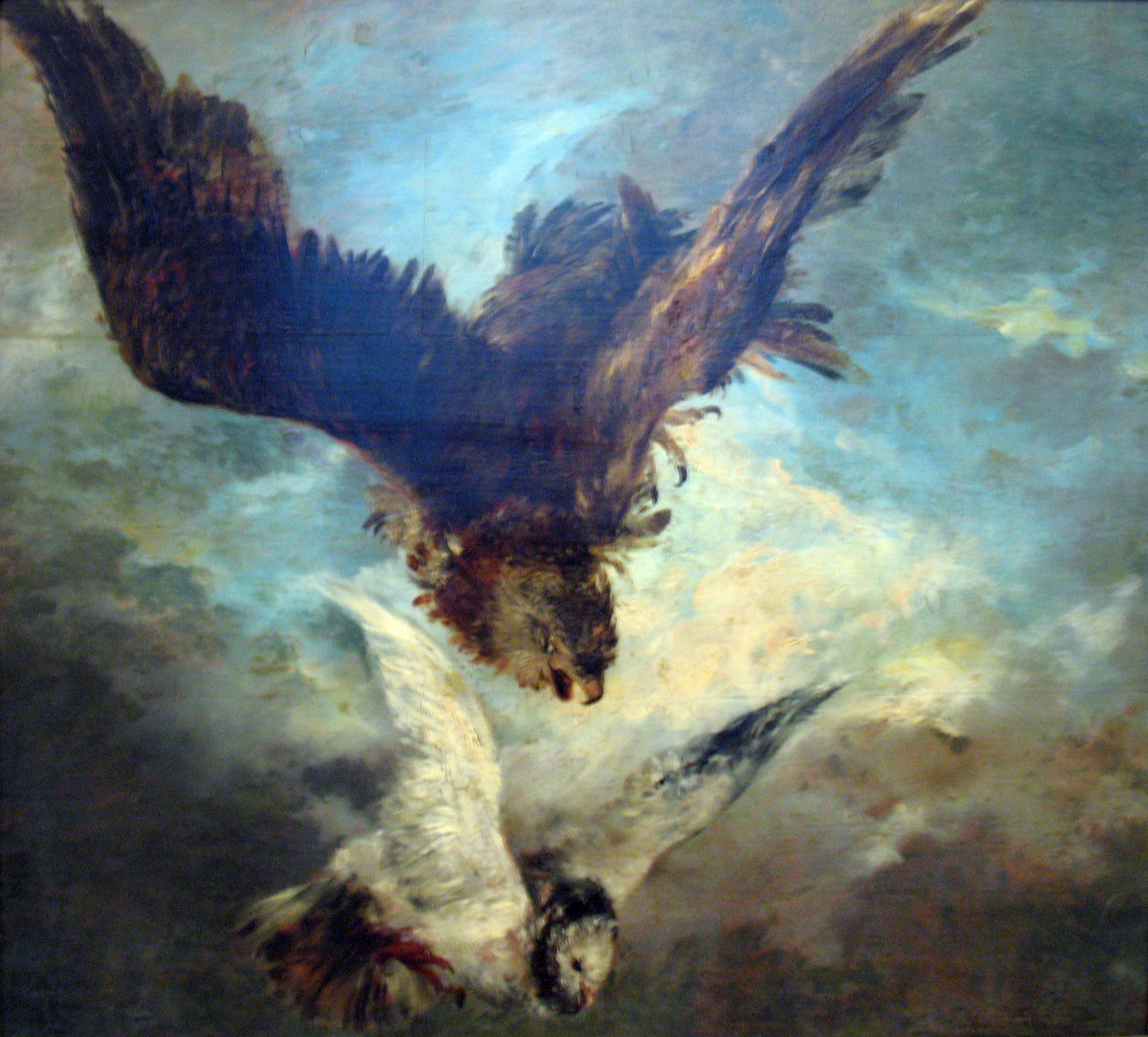
صَّقرُ يهاجم حَمامة بريشة أدولف مينزل 1844. المعرض الوطني القديم في برلين.

الواقعية (بالإنجليزية: Realism)‏ هي حركة فنية نشأت في النصف الثاني من القرن التاسع عشر في فرنسا.وتعنى الواقعية بتصوير الأشياء والعلاقات، بصورة واضحة كما هي عليه في العالم الحقيقي الواقعي...وبتصوير الجوهر الداخلي للأشياء، وليس الجنوح إلى الفانتازيا أو الرومانسية.
وتمتد فترة الواقعية بين ثورة مارس 1848 الفاشلة، وبدايات حكم بسمارك. أي حوالي من 1850 إلى 1890.
وقد شهدت هذه الفترة العديد من الاتجاهات الأدبية الأخرى التي كانت موجودة جنبا إلى جنب، مثل الطبيعية.

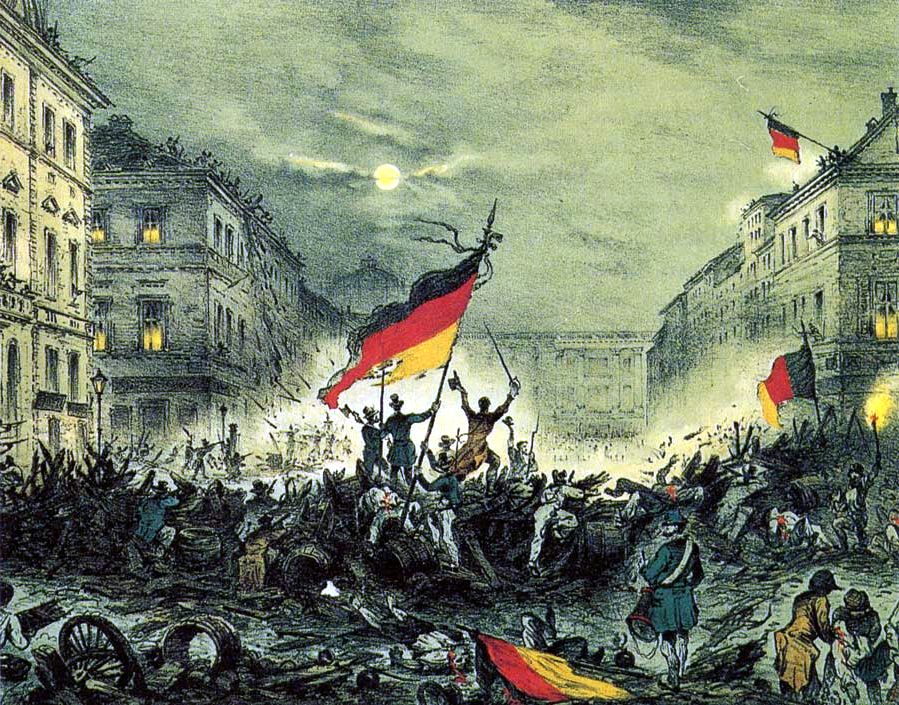
ثورة مارس 1848 الفاشلة في برلين

## أحداث العصر

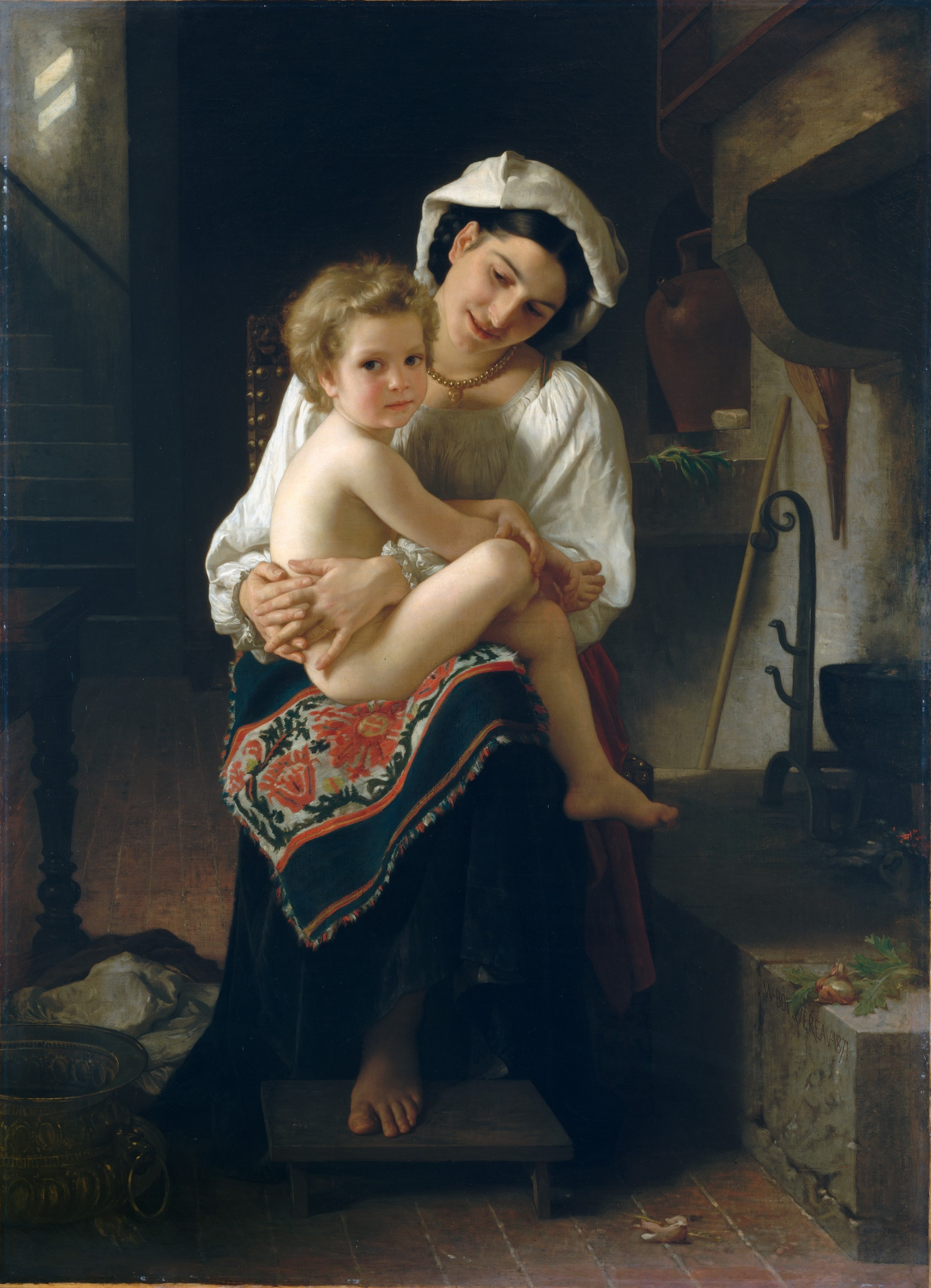
أم شابة تحدق في طفلها بريشة ويليام بوغيرو 1871. متحف المتروبوليتان للفنون. نيويورك.

كان القرن التاسع عشر عصر بداية التصنيع، وعصر التقدم العلمي الكبير. وقد سادت في ذلك العصر النزعة المادية والرأسمالية المتنامية. وقد ساعدت تلك الظروف الطبقة البرجوازية على فرض نفسها على المستويين الفكري والاقتصادي. وقد حاول الأدباء الواقعيون التعايش مع المجتمع في ظل هذه التغيرات، حتى أطلق على هذه الفترة اسم الواقعية البرجوازية.

## الأهداف التعبيرية
- على الرغم من الاختلافات الموجودة بين أدباء هذه الفترة، كانت هناك رغبة واحدة تجمع بينهم، وهي أن يصوروا الحياة في كتاباتهم بواقعية، ويقول فونتانه: «الواقعية هي انعكاس للحياة الحقيقية». وقد صاغ أوتو لودفيج مفهوم الواقعية بأن: «الواقعية تريد أن تعبر عن عالم تكون فيه العلاقات أوضح مما هي عليه في العالم الحقيقي، ولا بد من أن تعبر عن الجوهر الداخلي للأشياء».
- ونجد في أدب الواقعية تزايد التساؤل عن معنى هذا العالم، وعن معنى الحياة الإنسانية. كما نجد عند نيتشه الإحساس بالأزمة الفكرية وانهيار الحضارة. ومطالبته بالإنسان المتفوق في مقابل الإنسان الضعيف، حتى يستطيع تغيير العالم لما هو أفضل. وذلك في كتابه الشهير «هكذا تكلم زرادشت».
- كان العالم البرجوازي هو المحور الذي دار حوله الأدب في تلك الفترة. وكان هناك اهتمام بتصوير الحياة اليومية لبسطاء الناس (كالفلاحين والعمال والحرفيين). واتخذ أدب الواقعية الطبيعة كخلفية لأدبهم، مثل شتورم الذي صور الطبيعة في شمال ألمانيا وبحر الشمال. وتيودور فونتانه الذي صور برلين وبراندنبورج في كتابه«رحلات داخل براندنبورج».
- العودة إلى التاريخ، كانت من بين الأساليب التي استعملها الأدباء الواقعيون. حيث تدور الأحداث في عصر يتماثل مع العصر الحاضر، فتكون للأديب حرية التعبير عن أفكاره، دون أن يتعرض للعصر الحاضر. وكان كل من ماير وشتورم من أشهر الأدباء الذين لجؤوا إلى استخدام هذا الأسلوب التاريخي في قصصهم. مثل رواية ماير «آخر أيام هوتن» ورواية شتورم «فارس الحصان الأبيض». كما نجد الأسلوب نفسه عند كيللر في «روميو وجولييت في القرية» وعند رابه «تاريخ حارة شبيرلينج».
- تخلت الواقعية عن ضرورة انعكاس مشاعر الكاتب وموقفه الخاص في ما يكتب. فالعالم يجب أن يصور من دون أي محاولات للتفسير، ومن دون أي انحياز إلى موقف دون آخر، كلما أمكن ذلك.

## أدب عصر الواقعية
كتب أدباء الواقعية المسرح والرواية والأقصوصة "la Nouvelle" والشعر. إلا أن الرواية والأقصوصة كان لهما النصيب الأكبر من كتاباتهم.
• أما المسرح فلم ينجح أي كاتب واقعي في كتابة مسرحيات ناجحة باستثناء فريدريش هيبل، ومن أشهر مسرحياته «ماريا ماجدالينا».
• أما الرواية، فتصور التوتر بين الفرد والعالم المحيط به. ومن أبرز من كتبوا الرواية، السويسري جوتفريد كيللر وفلهلم رابه وفلهلم بوش وتيودور فونتانه.
• أما الأقصوصة، فكانت هي النوع الأدبي السائد في عصر الواقعية. زمن أبرز من كتبوا الأقصوصة، ماير وجوتفريد كيللر وتيودور شتورم.
• أما الشعر، فقد تحولت فيه القصيدة من وصف تجربة الذات المنعزلة عن العالم (كما في الرومانسية)، إلى وصف تجربة الذات التي تدخل في صراع مع المحيط الذي تعيش فيه. وقد كتب أدباء عصر الواقعية الشعر، إلا أن من اشتهر منهم كشعراء هم هيبل وشتورم وماير.

## أدباء الواقعية
1. هنري جيمس
2. تيودور فونتانه
3. فريدريش هيبل
4. جوتفريد كيللر
5. كونراد فرديناند ماير
6. فلهلم رابه
7. جوستاف فرايتاج
8. تيودور شتورم

## مواقع خارجية
- http://www.literaturwelt.com/ - Links zu verschiedenen Epochen der Literaturgeschichte
- http://www.pohlw.de/literatur/epochen/realism.htm – Verständliche und gut aufgebaute Seite zur deutschen Literaturgeschichte
- http://www.xlibris.de – Linkliste zur Epoche des Realismus und einzelnen Autoren
- https://web.archive.org/web/20070926211110/http://www.walfra.ch/wikipedia/Buergerlicher_Realismus.ppt - PowerPoint Präsentation mit der Leitfrage "Welche Elemente kennzeichnen die Texte des Realismus und welche Bedeutung haben sie für die Interpretationen der damaligen Werke?", Referenzzeit ca. 45min
- https://web.archive.org/web/20070926211157/http://www.walfra.ch/wikipedia/Buergerlicher_Realismus_Summary.doc - Handout Summary für obiges Referat "Bürgerlicher Realismus", 2 A4 Seiten
- http://lbs.hh.schule.de/welcome.phtml?unten=/faecher/deutsch/epochen/realismus/ - Verzeichnis des HBS mit diversen Gesamtdarstellungen und Essays zum Realismus